# Persone di nome Sergio/Calciatori
| Questa pagina contiene informazioni ricavate automaticamente dalle voci biografiche con l'ausilio del template Bio e di un bot. L'aggiornamento è periodico e automatico e ricostruisce completamente la pagina. Se manca una persona in questa lista, sei pregato di non aggiungerla, ma accertati piuttosto che la sua voce biografica contenga il template Bio e che i dati anagrafici siano correttamente compilati. Se il template Bio manca, inseriscilo tu stesso o, in alternativa, metti l'avviso {{tmp\|Bio}} che ne segnala la mancanza. Se i dati riportati sono sbagliati, correggi direttamente la voce biografica; le modifiche saranno visibili in questa lista entro pochi giorni. Per chiarimenti vedi il progetto antroponimi. La lista contiene solo le 205 persone che sono citate nell'enciclopedia e per le quali è stato implementato correttamente il template Bio. Pagina aggiornata al 22 lug 2025. |

Questa è una lista di persone presenti nell'enciclopedia che hanno il nome Sergio e sono calciatori.

## A(13)
- Sergio Agüero, ex calciatore argentino (Buenos Aires, n. 1988)
- Sergio Aguza, calciatore spagnolo (Sant Boi de Llobregat, n. 1992)
- Sergio Ahumada, ex calciatore cileno (n. 1948)
- Sergio Akieme, calciatore spagnolo (Madrid, n. 1997)
- Sergio Omar Almirón, ex calciatore argentino (Rosario, n. 1958)
- Sergio Andreoli, calciatore e allenatore di calcio italiano (Capranica, n. 1922 - Viterbo, † 2002)
- Sergio Angelini, calciatore e allenatore di calcio italiano (Querceta, n. 1914 - Forte dei Marmi, † 1990)
- Sergio Aquino, ex calciatore paraguaiano (Clorinda, n. 1979)
- Sergio Aragoneses, ex calciatore spagnolo (O Porriño, n. 1977)
- Sergio Araujo, calciatore argentino (Buenos Aires, n. 1992)
- Sebastián Ariosa, ex calciatore uruguaiano (Montevideo, n. 1985)
- Sergio Arribas, calciatore spagnolo (Madrid, n. 2001)
- Sergio Asenjo, ex calciatore spagnolo (Palencia, n. 1989)

## B(23)
- Sergio Bani, calciatore italiano (La Spezia, n. 1920 - La Spezia, † 1983)
- Sergio Barila, ex calciatore spagnolo (Valencia, n. 1973)
- Sergio Barragán, calciatore spagnolo (Madrid, n. 1930 - Madrid, † 2014)
- Sergio Barreto, calciatore argentino (Clorinda, n. 1999)
- Sergio Bastida, ex calciatore argentino (Rawson, n. 1979)
- Sergio Bermejo, calciatore spagnolo (Carabanchel, n. 1997)
- Sergio Bernal, ex calciatore messicano (Città del Messico, n. 1970)
- Sergio Berti, ex calciatore argentino (Villa Constitución, n. 1969)
- Sergio Bertola, ex calciatore italiano (San Sperate, n. 1937)
- Sergio Bertoni, calciatore e allenatore di calcio italiano (Pisa, n. 1915 - La Spezia, † 1995)
- Sergio Bettini, calciatore italiano (Monfalcone, n. 1940 - Genova, † 2011)
- Sergio Bisotti, calciatore italiano (Cuneo, n. 1924)
- Sergio Blanco, ex calciatore uruguaiano (Montevideo, n. 1981)
- Sergio Bonassin, ex calciatore italiano (Dignano D’Istria, n. 1939)
- Sergio Bravo, calciatore messicano (n. 1927 - † 1997)
- Sergio Brighenti, calciatore e allenatore di calcio italiano (Modena, n. 1932 - Arluno, † 2022)
- Sergio Brio, ex calciatore e allenatore di calcio italiano (Lecce, n. 1956)
- Sergio Brunetta, ex calciatore italiano (Padernello, n. 1951)
- Sergio Bubas, calciatore argentino (Esquel, n. 1989)
- Sergio Bufarini, ex calciatore argentino (La Carlota, n. 1963)
- Sergio Buso, calciatore e allenatore di calcio italiano (Padova, n. 1950 - Taranto, † 2011)
- Sergio Busquets, calciatore spagnolo (Sabadell, n. 1988)
- Tekio, calciatore spagnolo (Molina de Segura, n. 1990)

## C(21)
- Sergio Calzavara, calciatore italiano (Mirano, n. 1927 - Legnano, † 2022)
- Sergio Camello, calciatore spagnolo (Madrid, n. 2001)
- Sergio Campana, calciatore e avvocato italiano (Bassano del Grappa, n. 1934 - Bassano del Grappa, † 2025)
- Sergio Campbell, ex calciatore giamaicano (Clarendon, n. 1992)
- Sergio Canales, calciatore spagnolo (Santander, n. 1991)
- Sergio Carantini, calciatore italiano (Verona, n. 1936 - Vicenza, † 2013)
- Sergio Carreira, calciatore spagnolo (Vigo, n. 2000)
- Sergio Castel, calciatore spagnolo (Las Rozas de Madrid, n. 1995)
- Sergio Castelletti, calciatore e allenatore di calcio italiano (Casale Monferrato, n. 1937 - Firenze, † 2004)
- Sergio Castillo, ex calciatore argentino (Libertador General San Martín, n. 1970)
- Sergio Cervato, calciatore e allenatore di calcio italiano (Carmignano di Brenta, n. 1929 - Firenze, † 2005)
- Sergio Chellini, calciatore italiano (Siena, n. 1924)
- Sergio Cidoncha, calciatore spagnolo (Madrid, n. 1990)
- Sergio Cirio, ex calciatore spagnolo (Barcellona, n. 1985)
- Sergio Citterio, calciatore italiano (Milano, n. 1913)
- Sergio Codognato, calciatore e allenatore di calcio italiano (Limbiate, n. 1944 - Trento, † 2024)
- Sergio Comba, ex calciatore argentino (Rafaela, n. 1978)
- Sergio Córdova, calciatore venezuelano (Calabozo, n. 1997)
- Sergio Corino, ex calciatore spagnolo (Bilbao, n. 1974)
- Sergio Cubero, calciatore spagnolo (Mungia, n. 1999)
- Sergio Contreras Pardo, ex calciatore spagnolo (Malaga, n. 1983)

## D(4)
- Sergio Del Pinto, calciatore e allenatore di calcio italiano (Roma, n. 1923 - Roma, † 2017)
- Sergio Domini, ex calciatore italiano (Udine, n. 1961)
- Sergio Díaz, calciatore paraguaiano (Itauguá, n. 1998)
- Sergio Pellizzaro, ex calciatore italiano (Montebello Vicentino, n. 1945)

## E(4)
- Enzo Escobar, ex calciatore cileno (Limache, n. 1951)
- Sergio Escudero, calciatore spagnolo (Valladolid, n. 1989)
- Sergio Daniel Escudero, ex calciatore argentino (Punta Alta, n. 1983)
- Sergio Ariel Escudero, calciatore spagnolo (Granada, n. 1988)

## F(7)
- Sergio Facchi, ex calciatore italiano (Chiari, n. 1953)
- Sergio Prendes, ex calciatore spagnolo (Gijón, n. 1986)
- Sergio Ferrari, calciatore italiano (Oggiono, n. 1943 - Lecco, † 2016)
- Sergio Ferrari, calciatore italiano (Rivergaro, n. 1906)
- Sergio Flores, calciatore messicano (Torreón, n. 1995)
- Sergio Frascoli, ex calciatore italiano (Milano, n. 1936)
- Sergio Fernández González, ex calciatore spagnolo (Avilés, n. 1977)

## G(20)
- Sergio Galarza, ex calciatore boliviano (La Paz, n. 1975)
- Sergio Galván Rey, ex calciatore argentino (Concepción, n. 1973)
- Sergio García de la Fuente, ex calciatore spagnolo (Barcellona, n. 1983)
- Damián García, calciatore uruguaiano (Canelones, n. 2003)
- Sergio Geminiani, calciatore italiano (Bagnacavallo, n. 1929 - Cesena, † 2024)
- Sergio Gil Latorre, calciatore spagnolo (Saragozza, n. 1996)
- Sergio Gioino, ex calciatore argentino (Buenos Aires, n. 1974)
- Sergio Giovannone, calciatore e allenatore di calcio italiano (Calasca-Castiglione, n. 1956 - Domodossola, † 2019)
- Sergio Girardi, ex calciatore italiano (Belfiore, n. 1946)
- Sergio Gon, calciatore italiano (Monfalcone, n. 1926 - Pieris, † 1950)
- Keko, calciatore spagnolo (Madrid, n. 1991)
- Sergi González, calciatore spagnolo (Los Molinos, n. 1995)
- Sergio González Poirrier, calciatore spagnolo (Madrid, n. 1992)
- Sergio González Martínez, calciatore spagnolo (Cartagena, n. 1997)
- Sergio Rico, calciatore spagnolo (Siviglia, n. 1993)
- Sergio González, calciatore argentino (Lamarque, n. 1995)
- Sergio Gori, calciatore italiano (Milano, n. 1946 - Sesto San Giovanni, † 2023)
- Sergio Goycochea, ex calciatore argentino (Lima, n. 1963)
- Sergi Guardiola, calciatore spagnolo (Manacor, n. 1991)
- Sergio Gómez Martín, calciatore spagnolo (Badalona, n. 2000)

## H(4)
- Sergio Alejandro Hernández, ex calciatore venezuelano (n. 1971)
- Sergio Herrera, ex calciatore colombiano (Barrancabermeja, n. 1981)
- Sergio Herrera Pirón, calciatore spagnolo (Miranda de Ebro, n. 1993)
- Sergio Hipperdinger, ex calciatore argentino (General José de San Martín, n. 1992)

## J(1)
- Sergio Jáuregui, calciatore boliviano (Santa Cruz de la Sierra, n. 1985)

## L(9)
- Sergio Lancini, ex calciatore italiano (Rovato, n. 1966)
- Sergio Leal, ex calciatore uruguaiano (Rivera, n. 1982)
- Sergio León, calciatore spagnolo (Palma del Río, n. 1989)
- Sergio Lira, ex calciatore messicano (Tamiahua, n. 1957)
- Sergio Livingstone, calciatore cileno (Santiago del Cile, n. 1920 - Santiago del Cile, † 2012)
- Sergio Lozano, calciatore spagnolo (Benimuslem, n. 1999)
- Sergio Lusso, calciatore italiano (Torino, n. 1930 - Forlì, † 1998)
- Sergio López, calciatore spagnolo (Remscheid, n. 1999)
- Sergio Daniel López, calciatore argentino (Burzaco, n. 1989)

## M(20)
- Sergio Ballesteros, ex calciatore spagnolo (Burjassot, n. 1975)
- Sergio Lloret, ex calciatore spagnolo (Valencia, n. 1950)
- Sergio Machin, ex calciatore jugoslavo (Fiume, n. 1952)
- Sergio Maciel, calciatore argentino (Gregorio de Laferrere, n. 1965 - Isidro Casanova, † 2008)
- Sergio Magistrelli, ex calciatore italiano (Sedriano, n. 1951)
- Sergio Magni, ex calciatore italiano (Monza, n. 1929)
- Sergio Marchant, calciatore cileno (Valparaíso, n. 1961 - Antofagasta, † 2020)
- Sergio Marchi, calciatore italiano (Pisa, n. 1920 - Pisa, † 1979)
- Sergio Marcos, calciatore spagnolo (Sacedón, n. 1992)
- Sergio Martínez, ex calciatore uruguaiano (Montevideo, n. 1969)
- Sergio Mendoza, calciatore honduregno (El Progreso, n. 1981)
- Sergio Messen, calciatore cileno (Santiago del Cile, n. 1949 - Santiago del Cile, † 2010)
- Sergio Mion, calciatore italiano (Venezia, n. 1931 - Mestre, † 2015)
- Sergio Modón, calciatore argentino (San Rafael, n. 1992)
- Sergio Molina, calciatore spagnolo (Madrid, n. 1996)
- Sergio Montero, calciatore uruguaiano (Melo, n. 1997)
- Sergio Morin, calciatore e velista italiano (Monfalcone, n. 1931 - Monfalcone, † 2010)
- Sergio Morselli, calciatore italiano (Castellucchio, n. 1924 - † 1979)
- Sergio Mosquera, calciatore colombiano (Medellín, n. 1994)
- Sergio Méndez, calciatore salvadoregno (Santa Elena, n. 1942 - † 1978)

## N(4)
- Sergio Navarro, ex calciatore cileno (Santiago del Cile, n. 1936)
- Sergio Notarnicola, calciatore italiano (Tivoli, n. 1935 - Alessandria, † 2025)
- Sergio Nápoles, ex calciatore messicano (Cancún, n. 1989)
- Sergio Núñez, calciatore uruguaiano (Paysandú, n. 2000)

## O(6)
- Sergio Ojeda, calciatore argentino (Río Cuarto, n. 1992)
- Sergio Orlandi, ex calciatore e allenatore di calcio italiano (Firenze, n. 1941)
- Sergio Ortuño, calciatore spagnolo (Elda, n. 1999)
- Sergio Ortíz, calciatore argentino (Florencio Varela, n. 2001)
- Sergio Osterman, ex calciatore italiano (Monfalcone, n. 1943)
- Sergio Otálvaro, calciatore colombiano (Medellín, n. 1986)

## P(18)
- Sergio Pacheco, ex calciatore cileno (n. 1959)
- Sergio Padt, calciatore olandese (Haarlem, n. 1990)
- Sergio Palacios, calciatore colombiano (Cali, n. 2005)
- Sergio Paolinelli, ex calciatore italiano (Jesi, n. 1955)
- Sergio Peña, calciatore peruviano (Lima, n. 1995)
- Sergio Pensotti, ex calciatore italiano (Vercelli, n. 1936)
- Abel Peralta, calciatore argentino (Mendoza, n. 1989)
- Sergio Pérez Moya, ex calciatore messicano (Puebla, n. 1986)
- Sergio Pérez Visca, ex calciatore uruguaiano (Montevideo, n. 1988)
- Sergio Perin, calciatore italiano (Cormons, n. 1931 - Cormons, † 2015)
- Sergio Persia, calciatore italiano (La Spezia, n. 1921 - † 2009)
- Sergio Peter, ex calciatore tedesco (Mannheim, n. 1986)
- Sergio Peña, calciatore honduregno (Tocoa, n. 1987)
- Sergio Piacentini, calciatore e allenatore di calcio italiano (Piombino, n. 1920 - Roma, † 1990)
- Sergio Pison, calciatore e allenatore di calcio italiano (Trieste, n. 1930 - Trieste, † 1995)
- Sergio Daniel Ponce, ex calciatore argentino (San Martín, n. 1984)
- Sergio Amaury Ponce, ex calciatore messicano (Tepic, n. 1981)
- Sergio Postigo, calciatore spagnolo (Madrid, n. 1988)

## Q(3)
- Sergio Quintero, calciatore ecuadoriano (San Lorenzo, n. 1999)
- Sergio Quiroga, calciatore argentino (Charata, n. 1994)
- Sergio Quoiani, calciatore italiano (Roma, n. 1927 - † 1992)

## R(11)
- Sergio Ramos, calciatore spagnolo (Camas, n. 1986)
- Sergio Rampini, calciatore e allenatore di calcio italiano (Monticelli d'Ongina, n. 1917 - Alessandria, † 1997)
- Sergio Realini, calciatore e allenatore di calcio italiano (Gavirate, n. 1925 - Treviso, † 1990)
- Sergio Reguilón, calciatore spagnolo (Madrid, n. 1996)
- Sergio Rivero Kuhn, calciatore boliviano (Santa Cruz de la Sierra, n. 1963 - Santa Cruz de la Sierra, † 2024)
- Sergio Rochet, calciatore uruguaiano (Nueva Palmira, n. 1993)
- Sergio Rodaro, calciatore italiano (Udine, n. 1938 - San Giovanni al Natisone, † 2011)
- Sergio Rodríguez García, ex calciatore spagnolo (Mataró, n. 1984)
- Sergio Romero, calciatore argentino (Bernardo de Irigoyen, n. 1987)
- Sergio Rosas, ex calciatore messicano (Puebla, n. 1984)
- Sergio Ruiz Alonso, calciatore spagnolo (El Astillero, n. 1994)

## S(12)
- Sergio Salgado, ex calciatore cileno (Chillán, n. 1958)
- Sergio Sánchez Ortega, ex calciatore spagnolo (Mataró, n. 1986)
- Sergio Sandrini, calciatore italiano (Castel d'Azzano, n. 1919)
- Sergio Santamaría, ex calciatore spagnolo (Malaga, n. 1980)
- Sergio Santelli, calciatore italiano (Roma, n. 1933 - Trieste, † 2015)
- Sergio Santín, ex calciatore uruguaiano (Salto, n. 1956)
- Sergio Santos Gomes, calciatore brasiliano (Belo Horizonte, n. 1994)
- Sergio Scudeler, calciatore italiano (Castelfranco Veneto, n. 1924 - Castelfranco Veneto, † 2016)
- Sergio Sega, calciatore italiano (Cadidavid, n. 1927 - Verona, † 1988)
- Carlos Strandberg, calciatore svedese (Göteborg, n. 1996)
- Sergio Susmel, calciatore italiano (Gorizia, n. 1923 - Gorizia, † 1978)
- Sergio Suárez, calciatore spagnolo (Las Palmas de Gran Canaria, n. 1987)

## T(5)
- Sergio Taddei, ex calciatore italiano (Tavarnelle Val di Pesa, n. 1954)
- Sergio Tejera, calciatore spagnolo (Barcellona, n. 1990)
- Sergio Tenente, calciatore italiano (Trieste, n. 1940 - Padriciano, † 2020)
- Sergio Torres Guardeño, ex calciatore spagnolo (Cordova, n. 1984)
- Sergio Trevisan, calciatore italiano (Ventotene, n. 1916 - Roma, † 1978)

## U(2)
- Sergio Ulivieri, calciatore e allenatore di calcio italiano (San Miniato Basso, n. 1915)
- Sergio Unrein, calciatore argentino (Santiago del Estero, n. 1991)

## V(14)
- Sergio van Dijk, ex calciatore olandese (Assen, n. 1982)
- Sergio Valdés, calciatore cileno (Santiago del Cile, n. 1935 - Algarrobo, † 2019)
- Sergio Vargas, ex calciatore cileno (Buenos Aires, n. 1965)
- Sergio Vatta, calciatore, allenatore di calcio e dirigente sportivo italiano (Zara, n. 1937 - Trofarello, † 2020)
- Sergio Vázquez, ex calciatore argentino (Buenos Aires, n. 1965)
- Sergio Velázquez, ex calciatore argentino (Quilmes, n. 1990)
- Sergio Verderi, calciatore italiano (Parma, n. 1926 - Parma, † 2015)
- Sergio Verdirame, ex calciatore argentino (Santa Fe, n. 1970)
- Sergio Vergara, calciatore paraguaiano (n. 1988)
- Sergio Vergazzola, calciatore e allenatore di calcio italiano (Fezzano, n. 1924 - La Spezia, † 2004)
- Sergio Vezzoso, calciatore e allenatore di calcio italiano (Azzano Decimo, n. 1943 - † 2007)
- Sergio Villareal, calciatore colombiano (Bogotà, n. 1995)
- Sergio Vittor, calciatore argentino (La Plata, n. 1989)
- Sergio Vriz, ex calciatore italiano (Raveo, n. 1952)

## Z(2)
- Sergio Zanatta, ex calciatore canadese (n. 1946)
- Sergio Zuccheri, ex calciatore italiano (Noceto, n. 1950)

## Á(2)
- Sergio Álvarez Díaz, calciatore spagnolo (Avilés, n. 1992)
- Sergio Álvarez Conde, ex calciatore spagnolo (Catoira, n. 1986)